# Interactive voice response
Interactive voice response (IVR) is ontstaan als een telefonische toepassing (in de volksmond ook wel "spraakcomputer" genoemd (in België ook wel "stemcomputer")), voornamelijk ingezet om de telefonische bereikbaarheid van bedrijven te vergroten. Iedereen kent de keuzemenu's om de beller zonder tussenkomst van een menselijke operator te woord gestaan of doorverbonden naar de juiste afdeling. Echter een IVR biedt veel meer mogelijkheden om een beller zo goed en efficient mogelijk telefonisch te helpen. IVR-functionaliteit kan het beste beschreven worden als "Het routeren van een gesprek op basis van gegevens van het gesprek", denk daarbij aan:
- Het gesprek zelf, zoals: Het nummer van de beller, het tijdstip en datum.
- Input van de beller (DTMF), bijvoorbeeld: Een keuze in een menu of het invoeren van je postcode.
- Statistieken, bijvoorbeeld: Iedere 10de beller gaat naar een andere bestemming.
- Informatie die uit, onder andere-externe systemen gehaald kan worden, bijvoorbeeld: Controleer of het nummer van de beller bekend is in je CRM, en routeer het gesprek naar de juiste groep agenten.

Indien een IVR-systeem de functie van beantwoorden vervult spreekt men van een inbound (inkomend) systeem. Wordt er automatisch door een computer uitgebeld met een vooropgenomen boodschap of met dynamisch gegenereerde audio om de beller over iets te informeren dan spreekt men van een outbound (uitgaand) systeem. 
Organisaties kunnen kiezen om een IVR-systeem te integreren in hun telefooncentrale of om deze buiten de bedrijfsmuren te plaatsen in een zogenaamde hosted of managed IVR-oplossing.
Door de continue ontwikkeling van spraaktechnologie (spraakherkenning, stemherkenning en text-to-speech) worden IVR-systemen steeds intelligenter en zijn ze steeds beter in staat om ook gesproken woorden en volledige zinnen van de beller te begrijpen. De verwachting is dat in de nabije toekomst alle IVR-systemen spraak gestuurd zullen zijn.
Bij gebruik van DTMF zal in de in het telefoontoestel gebruikte DTMF-standaard moeten aansluiten bij het gebruikte (lokale of hosted) IVR-systeem. 

## Referentielijst
1. ↑  Hoe Maak Je Bellers Gelukkig. MCXess (22 juni 2022). Geraadpleegd op 24 juni 2022.